# North Salt Lake
North Salt Lake és una població dels Estats Units a l'estat de Utah. Segons el cens del 2000 tenia 8.749 habitants.

## Demografia
Segons el cens del 2000, North Salt Lake tenia 8.749 habitants, 2.874 habitatges, i 2.253 famílies. La densitat de població era de 409,5 habitants per km².
Dels 2.874 habitatges en un 42,6% hi vivien nens de menys de 18 anys, en un 64,3% hi vivien parelles casades, en un 9,4% dones solteres, i en un 21,6% no eren unitats familiars. En el 16,7% dels habitatges hi vivien persones soles el 5,4% de les quals corresponia a persones de 65 anys o més que vivien soles. El nombre mitjà de persones vivint en cada habitatge era de 3,04 i el nombre mitjà de persones que vivien en cada família era de 3,46.
Per edats la població es repartia de la següent manera: un 31,9% tenia menys de 18 anys, un 13% entre 18 i 24, un 29,2% entre 25 i 44, un 18,1% de 45 a 60 i un 7,7% 65 anys o més.
L'edat mediana era de 28 anys. Per cada 100 dones de 18 o més anys hi havia 99,4 homes.
La renda mediana per habitatge era de 47.052 $ i la renda mediana per família de 52.485 $. Els homes tenien una renda mediana de 40.101 $ mentre que les dones 26.223 $. La renda per capita de la població era de 21.544 $. Entorn del 3% de les famílies i el 3,3% de la població estaven per davall del llindar de pobresa.

## Poblacions més properes
El següent diagrama mostra les poblacions més properes.